# Raymond Louis de Crevant d'Humières, marchese di Preuilly
Raymond Luis de Crevant d'Humières (Compiègne, 1628 – Parigi, 20 giugno 1688) è stato un ammiraglio francese.
Ebbe un ruolo importante nella campagna di Sicilia e nel 1673 venne promosso al grado di tenente generale di marina.

## Biografia

### Origini e famiglia
Raymond era figlio di Luigi di Crevant, signore d'Argy e marchese di Humières (v. 1606-1648), governatore di Compiègne, e di sua moglie Isabelle Phélippeaux d'Herbault (1611-1642), figlia di Raymond Phélypeaux d'Herbault. Da questa unione nacquero nove figli, tre femmine e sei maschi. Suo fratello maggiore, Louis IV de Crevant, entrò nell'esercito e raggiunse la dignità di Maresciallo di Francia.

### La carriera militare

#### Gli inizi in cavalleria ed il passaggio alla marina reale francese
Come suo fratello maggiore, Raymond abbracciò la carriera militare nell'arma di cavalleria per qualche tempo, raggiungendo il rango di colonnello. Il 30 novembre 1663 ricevette dal re il brevetto di Capitano di vascello.
Il 18 marzo 1664 si ricongiunse col duca di Beaufort alle Isole Baleari nel raid d'Ibiza che venne strappata ai corsari. L'anno successivo partecipò con lo squadrone dell'ammiraglio Duquesne alla lotta contro i corsari barbareschi nel mediterraneo, ottenendo l comando della Beaufort nel 1662, con 36 cannoni e 230 uomini d'equipaggio.
Il 20 aprile 1671, venne nominato cavaliere dell'Ordine di San Lazzaro e di Nostra Signora del Monte Carmelo. Nel 1672 compì una missione nel Levante a bordo della Diamant.

#### La Guerra d'Olanda (1672-1678)

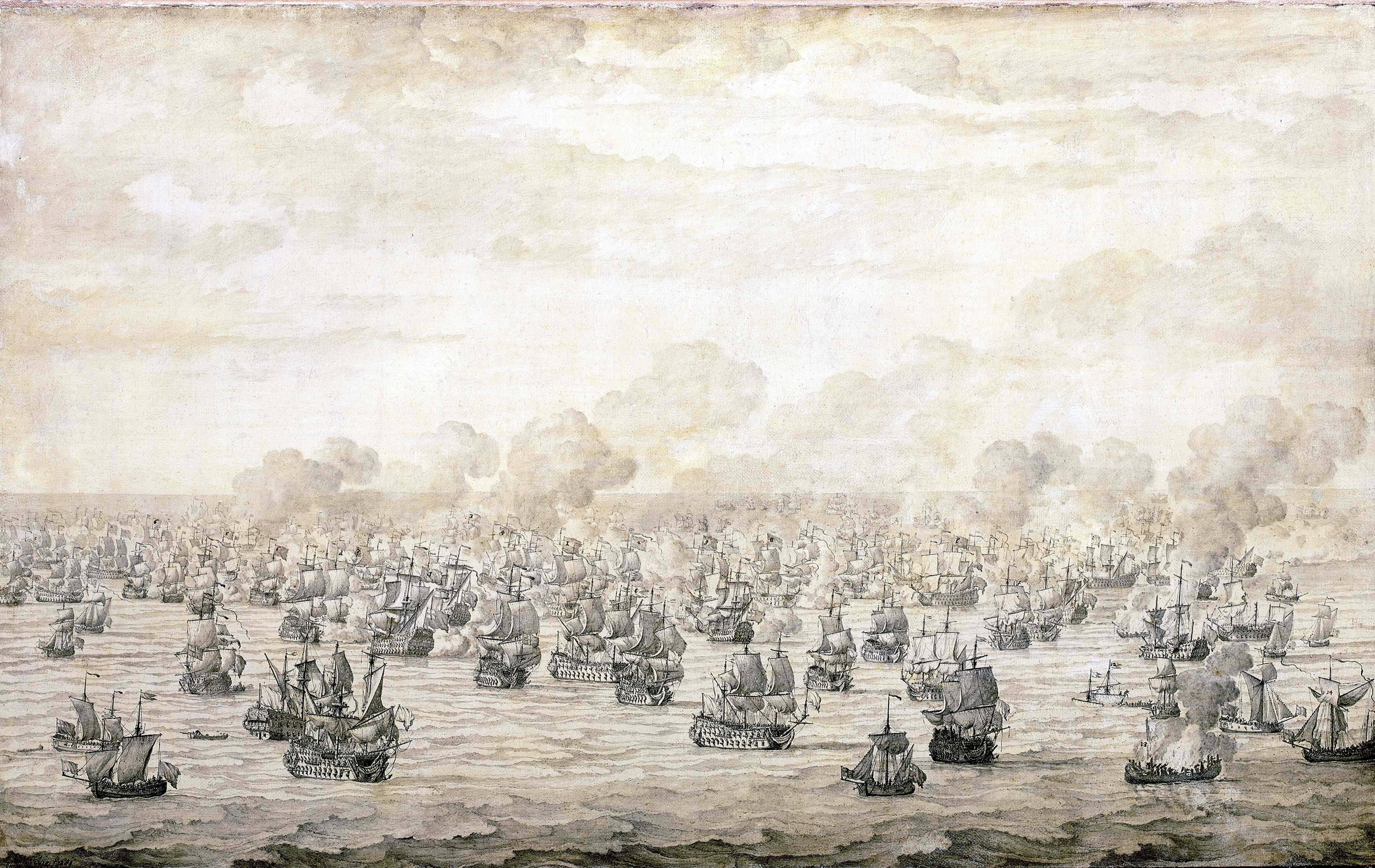
La prima battaglia di Schooneveld, il 7 giugno 1673
dipinto di Willem Van de Velde il vecchio

Il marchese di Preuilly-d'Humières si segnalò nella Prima battaglia di Schooneveld il 7 giugno 1673 con la flotta combinata anglo-francese contro quella olandese presso le rive delle Fiandre, a capo della Tonnant, di 64 cannoni. Nel suo Histoire maritime de la France, Léon Guérin descrisse la principale sua azione in combattimento:
Il 12 dicembre 1673 venne promosso capo squadra. Il 29 gennaio 1675, al comando de Le Triomphant, 60 cannoni, fece parte di otto vascelli di squadra agli ordini di Duquesne incaricati di scortare il duca de Vivonne in Sicilia dove venne nominato viceré. La flotta francese affrontò la flotta spagnola dell'ammiraglio Melchior de la Cueva, ben superiore in numero (20 vascelli contro 17 galee). Preuilly d'Humière comandò la retroguardia, composta da du evascelli di linea, rimanendo coinvolto nei combattimenti al punto da rappresentare la mossa decisiva per la vittoria francese.

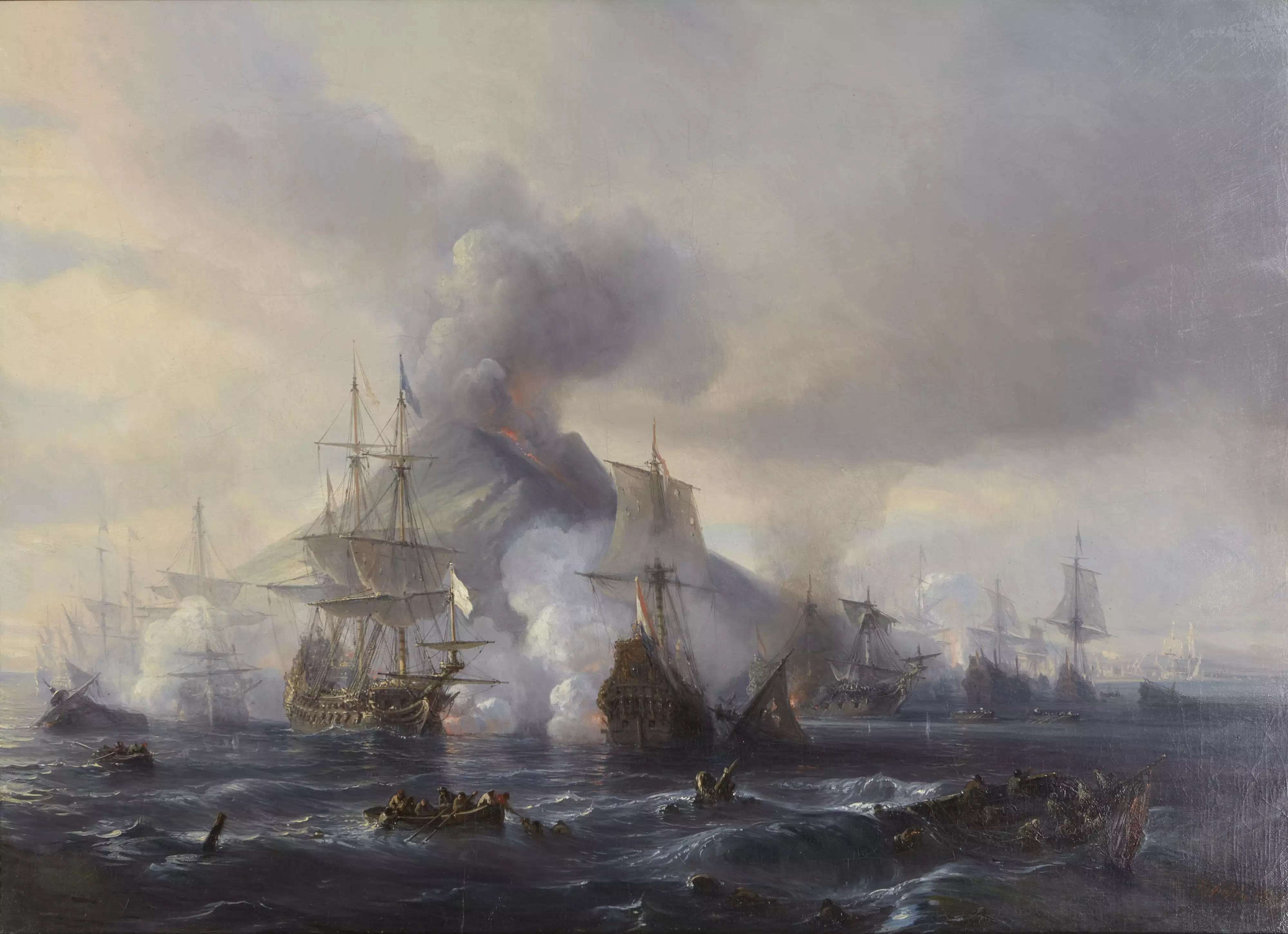
Combattimento navale con veduta dell'isola di Stromboli, 8 gennaio 1676
olio su tela di Théodore Gudin

Preuilly d'Humières prese parte ala campagna di Sicilia del 1676. Al comando della Saint-Michel, 60 cannoni, diresse l'avanguardia della flotta francese che combatté sotto il duca di Vivonne contro la squadra spagnola presso Milazzo, al largo di Messina, l'8 gennaio 1676 dove si distinse particolarmente. Nella sua Biographie universelle (p. 35), Louis Gabriel Michaud scriveva: 

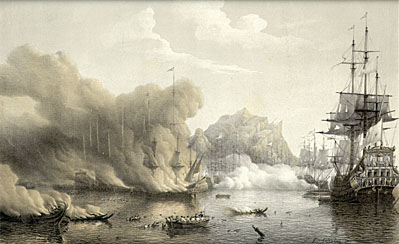
La battaglia di Palermo, 2 giugno 1676

Durante la battaglia d'Agosta, l'11 aprile 1676, nel corso della quale amiral Ruyter rimase ucciso, fu il braccio destro di Duquesne, in compagnia di Tourville. Il marchese di Preuilly de Humières riuscì a respingere con vigore un attacco a Barletta. Il 2 giugno 1676 presenziò alla Battaglia di Palermo, sempre sotto gli ordini del duca di Vivonne, e si distinse nuovamente. Michaud scrisse a tal proposito:
Con questi risultati, venne promosso tenente generale il 30 dicembre 1676.

#### Missioni diplomatiche nel Mediterraneo e nel Baltico
Durante gli ultimi mesi del 1682 ed i primi del 1683, il tenente generale de Preuilly d'Humières si dedicò nuovamente a dare la caccia ai pirati barbareschi, grazie ad una divisione composta di quattro bastimenti, aiutato in seconda dal capitano capitaine de Bellisle-Érard. A bordo de L'Hercule, scortò trenta navigli commerciali a Saint-Malo, dove giunse il 28 marzo 1683. Qualche mese più tardi, si trovò alla testa di una squadra inviata nel Mar Baltico ed in Danimarca.Partita da Brest nel giugno del 1683, la flotta di tredici vascelli giunse nel luglio di quello stesso anno a Copenaghen per poi tornare alla base di partenza.
Nel 1684, fu nuovamente nel Mediterraneo in compagnia di una squadra posta agli ordini di Victor Marie d'Estrées, vice ammiraglio di Ponente. Le navi si stanziarono a Tangeri nel mese di settembre del 1685, dopo che una lettera di Luigi XIV a Moulay Ismail gli richiedeva la restituzione degli schiavi cristiani detenuti in loco.
Tornato a Parigi, ivi morì il 20 giugno 1688. Legò i suoi beni a sua nipote mademoiselle d'Humières ed il suo corpo venne trasportato e sepolto poi nella chiesa di Monchy in Normandia.